# Oetzen
Oetzen er en kommune i Samtgemeinde Rosche i den østlige del af Landkreis Uelzen i den nordøstlige del af tyske delstat Niedersachsen, og en del af Metropolregion Hamburg. Kommunen har et areal på godt 30 km², og en befolkning på knap 1.150 mennesker.

## Geografi
Kommunen ligger på Lüneburger Heide, og består ud over Oetzen (indtil 1936 Oitzen ) af landsbyerne Bruchwedel, Dörmte, Jarlitz, Stöcken og Süttorf der indtil 1972 var selvstændige kommuner.